# Dashafang Hu
Dashafang Hu är en sjö i Kina. Den ligger i provinsen Jiangxi, i den sydöstra delen av landet, omkring 52 kilometer öster om provinshuvudstaden Nanchang. Dashafang Hu ligger 15 meter över havet. Den ligger vid sjön Zhouhu Ling Kou. Trakten runt Dashafang Hu består till största delen av jordbruksmark.
Genomsnittlig årsnederbörd är 2 373 millimeter. Den regnigaste månaden är juni, med i genomsnitt 357 mm nederbörd, och den torraste är oktober, med 36 mm nederbörd.